# Oorlogsmisdaden tijdens de Tweede Tsjetsjeense Oorlog
Dit artikel beschrijft opmerkenswaardige mensenrechtenschendingen die werden gepleegd door de strijdende partijen tijdens de Tweede Tsjetsjeense Oorlog. Russische overheidsfunctionarissen en Tsjetsjeense rebellen werden regelmatig en herhaaldelijk beschuldigd van verscheidene oorlogsmisdaden te hebben gepleegd, waaronder ontvoering, marteling, moord, gijzelneming, plundering, verkrachting, onthoofding en diverse andere schendingen van het oorlogsrecht.
Internationale en hulporganisaties waaronder de Raad van Europa en Amnesty International, hebben beide zijden van het conflict bekritiseerd voor flagrante en aanhoudende schendingen van het internationaal humanitair recht.

## Misdaden

### Gedwongen verdwijningen
Mensenrechtenactivisten schatten dat sinds het begin van de Tweede Tsjetsjeense Oorlog (september 1999) 5.000 mensen zijn verdwenen en wellicht dood zijn. Amnesty International stelde in 2005 dat volgens officiële Russische statistieken de cijfers 2.000 bedragen.
- Human Rights Watch bracht in maart 2001 het rapport genaamd De "Vuile Oorlog" in Tsjetsjenië uit,[3] volgens welke de "verdwijningen" van gevangenen die zich in hechtenis bevonden van de Russische Federale overheidstroepen een grote mensenrechtencrisis uitmaakt waarop de internationale gemeenschap moest ingrijpen.
- Op 31 maart 2003 suggereerde Achmat Kadyrov - het hoofd van de pro-Moskouse regering van de Tsjetsjenië - dat Russische overheidstroepen 's nachts inbraken in burgerwoningen en burgers ontvoerden. Kadyrov stelde het volgende (vertaald): "Mensen blijven verdwijnen in Tsjetsjenië. Ze worden weggenomen midden in de nacht. Hun lichamen worden niet gevonden en ze worden nooit meer gezien. Door hun misdaden spelen ze spanningen in de republiek in de hand, en aan hun handen kleeft het bloed van onschuldige mensen. De eenheid bestaat uit ontvoerders in gepantserde wagens. Het is een doodseskader."
- Álvaro Gil-Robles, de toen ontslagnemende commissaris voor mensenrechten van de Raad van Europa, bezocht samen met zijn opvolger Thomas Hammarberg op 25 februari 2006 Tsjetsjenië. Ze hekelden de ontvoeringen, de straffeloosheid en onveiligheid die er heerste. Tsjetsjeens ombudsman Nurdi Nukhadzhiyev stelde op 2 maart 2006 dat de gedwongen verdwijningen van burgers in Tsjetsjenië niet kon worden opgelost door de lokale autoriteiten. Volgens hem was er een federale speciale commissie vereist.
- Dmitry Grushkin van de Russische mensenrechtenorganisatie Memorial vertelde op 12 mei 2006 aan Interfax dat minstens 1.893 inwoners van Tsjetsjenië ontvoerd werden sinds 2002. Van dat aantal werden volgens hem 653 levend en 186 dood teruggevonden. 1.023 mensen "verdwenen". Memorial zag enkel toe op ontvoeringen die 25-30 procent van het Tsjetsjeens grondgebied bestreken.
- Human Rights Watch publiceerde op 13 november 2006 een paper inzake martelingen in Tsjetsjenië. Deze paper werd voorbereid voor de 37ste sessie van het Comité tegen Foltering van de Verenigde Naties. De paper behandelde folteringen gepleegd door het personeel van het Tweede Operationele Onderzoeksbureau (Second Operational Investigative Bureau, ook wel gekend als ORB-2), dat onder rechtstreekse leiding van Ramzan Kadyrov stond, folteringen in gevangenschap, en aanhoudende "verdwijningen". Volgens Human Rights Watch zijn folteringen in zowel officieel als geheim gevangenschap alomtegenwoordig en systematisch in Tsjetsjenië. In 2005 concludeerde Human Rights Watch, na uitvoerig onderzoek, dat de gedwongen verdwijningen in Tsjetsjenië zo alomtegenwoordig en systematisch zijn dat ze een misdaad tegen de menselijkheid uitmaken.

### Massagijzelnemingen

#### Gijzeling in het Doebrovkatheater in Moskou
Op 23 oktober 2002 gijzelden meer dan 40 terroristen 700 mensen in een Russisch theater. De gijzelnemers eisten een einde aan de Russische aanwezigheid in Tsjetsjenië, en dreigden de gijzelnemers te fusilleren indien niet tegemoet werd gekomen aan hun voorwaarden. De gijzeling eindigde bloederig op 26 oktober, wanneer Russische troepen het gebouw bestormden nadat een explosief in het gebouw detoneerde.
Op 2 november eiste Sjamil Basajev de aanslag op en bood hij zijn excuses aan aan Aslan Maschadov omdat hij hem niet geïnformeerd had over het plan.
Een onafhankelijk onderzoek naar de feiten werd gevoerd door Sergei Yushenkov, Anna Politkovskaja, John B. Dunlop en voormalige FSB-officieren Aleksander Litvinenko en Michail Trepasjkin. Volgens hun onderzoek had de FSB weet van de aankomst van de terroristische groep in Moskou en zou de FSB-agent-provocateur Khanpasha Terkibajev hen zelfs naar het theater hebben geleid.

#### Gijzeling in Beslan
Op 1 september 2004 vielen 32 zwaargewapende gemaskerde mannen een school in Beslan, Noord-Ossetië binnen en gijzelden daar meer dan 1.000 mensen. Uiteindelijk stierven 311 burgers, 11 commando's en 31 gijzelnemers.
Officieel werd de aanval gelinkt aan Basajev en Maskhadov. Basajev eiste de aanslag op op 17 september; Maskhadov veroordeelde de aanval en ontkende elke betrokkenheid.
Een van de leiders van de aanval, waaronder Vladimir Khodov, die eerder betrokken was in terroristische activiteiten, werd vrijgelaten ondanks zijn belangrijke positie in terroristische kringen. Volgens de Russische krant Novaja Gazeta en Aleksander Litvinenko werd de aanval georchestreerd door de FSB.

#### Bloedbaden

##### Willekeurige aanvallen
- Op 5 oktober 1999 werd een bus met vluchtelingen geraakt door een Russisch tankprojectiel, met 40 burgerdoden tot gevolg.
- Op 7 oktober 1999 voerden federale troepen een clustermunitieaanval uit op het dorp Elistanzhy in het Vedensky district. 27 mensen stierven binnen enkele minuten. In de twee volgende weken stierven 21 mensen aan hun verwondingen.
- Op 21 oktober 1999 raakte een ballistischerakettenaanval de hoofdstad Grozny, met minstens 137 doden tot gevolg waaronder de meerderheid burgers. Honderden raakten gewond. De raketten raakten de belangrijkste markt van de stad, een kraamkliniek en een moskee.
- Op 24 oktober 1999 werden zeven kinderen vermoord en 14 verminkt door een Russische tankaanval in Novy Sharoy; ook een volwassen man stierf.
- Op 29 oktober 1999 voerde de Russische luchtmacht een raketaanval uit op een groot konvooi vluchtelingen die een "safe exit route" gebruikten. Het slachtofferaantal wordt geraamd op 50-100, waaronder meerdere Rode Kruis-medewerkers, twee journalisten en vele vrouwen en kinderen.
- Op 4 februari 2000, in een poging om de Tsjetsjeense aftocht een halt toe te roepen, bombardeerden Russische troepen de stad Katyr-Yurt en een burgerkonvooi met witte vlaggen waardoor minstens 170 burgers werden gedood en veel meren werden verwond.
- Op 9 februari 2000 raakte een Russisch tactisch projectiel een menigte die zijn pensioen ging verhalen in het lokaal administratief gebouw in Shali, een stad die "veilig werd verklaard". Als gevolg stierven ongeveer 150 burgers. De raket werd gevolgd door gevechtshelikopters die verdere slachtoffers maakten. De Russische aanval, die zonder enige waarschuwing plaatsvond, was een reactie op de infiltratie van een stad door een groep Tsjetsjeense rebellen.

#### Vastgelegde massamoorden
- Op 3 december 1999 werden minstens 40 mensen die het belegde Grozny trachtten te ontvluchten, neergeschoten door Russische troepen. 7 personen raakten gewond maar overleefden.
- In december 1999 vermoordden Russische troepen onder leiding van Generaal Vladimir Shamanov 41 burgers tijdens een bloedbad in de stad Alkhan-Yurt dat twee weken duurde.
- In verscheidene incidenten tussen december 1999 en januari 2000 in het district Staropromyslovski van Grozny, werden 50 ongewapende burgers gedood door Russische troepen. De meesten onder hen waren oudere mannen en vrouwen.
- Een brutaal bloedbad voltrok zich op 5 februari 2000 in Novye Aldi, waar vermeende leden van het OMON 60 burgers executeerden (het zogeheten bloedbad van Novye Aldi).
- In de nasleep van de Slag van Komsomolskoye werden 70 Tsjetsjeense strijders die gevangengenomen werden en aan wie officieel amnestie werd verleend, vermoedelijk vermoord in gevangenschap (het zogeheten bloedbad van Komsomolskoye).